# Phare de Capo Palinuro
Le phare de Capo Palinuro (en italien : Faro di Capo Palinuro) est un phare actif situé sur la frazione de Palinuro et faisant partie du territoire de la commune de Centola (Province de Salerne), dans la région de Campanie en Italie. Il est géré par la Marina Militare.

## Histoire
Le phare a été mis en service en 1870 sur le promontoire escarpé du cap Palinuro (Capo Palinuro) au sud de Palinuro. Il se trouve sur une zone sauvage, près d'une station météorologique et d'une ancienne tour de guet. Cette zone est désormais gérée par le Parc national du Cilento et du Val de Diano.
Il est entièrement automatisé et alimenté par le réseau électrique. Il possède un Système d'identification automatique pour la navigation maritime (AIS ATON).

## Description
Le phare  est une tour octogonale en maçonnerie de 14 m de haut, avec galerie et lanterne, montant d'une longue maison de gardien de deux étages. Le bâtiment est peint en blanc et le dôme de la lanterne est gris métallique. Utilisant toujours sa lentille de Fresnel d'origine il émet, à une hauteur focale de 206 m, trois éclats blancs de 0,2 seconde par période de 15 secondes. Sa portée est de 25 milles nautiques (environ 46 km) pour le feu principal et 18 milles nautiques (environ 33 km) pour le feu de veille.
Identifiant : ARLHS : ITA-030 ; EF-2668 - Amirauté : E1740 - NGA : 9652 .

## Caractéristiques dufeu maritime
Fréquence : 15 secondes (W-W-W)
- Lumière : 0,2 seconde
- Obscurité : 2,8 secondes
- Lumière : 0,2 seconde
- Obscurité : 2,8 secondes
- Lumière : 0,2 seconde
- Obscurité : 8,8 secondes

|               |
| Capo Palinuro |

### Lien connexe
- Liste des phares de l'Italie